# Coupe Memorial 2008
Navigation
Édition précédente Édition suivante
La Coupe Memorial 2008 est une compétition annuelle de hockey sur glace. L'édition 2008 a lieu à Kitchener en Ontario et récompense la meilleure équipe de la saison de la Ligue canadienne de hockey (LCH), ligue de hockey junior.

## Participants
Les différents vainqueurs des séries éliminatoires de chaque ligue de la LCH participent au tournoi. De plus, une équipe est désignée à l'avance hôte du tournoi.  Pour l'édition 2008, il s'agit des Rangers de Kitchener de la Ligue de hockey de l'Ontario mais ces derniers terminent vainqueurs des séries de la saison 2007-2008 de la LHO. Les finalistes, les Bulls de Belleville, sont donc invités également à la Coupe Memorial 2008. Les équipes sont donc les suivantes :
- Les Bulls de Belleville pour la LHO,
- les Olympiques de Gatineau pour la Ligue de hockey junior majeur du Québec,
- les Chiefs de Spokane pour la Ligue de hockey de l'Ouest,
- les Rangers de Kitchener en tant qu'équipe hôte.

## Alignements et statistiques
Pour les significations des abréviations, voir Statistiques du hockey sur glace.

### Bulls de Belleville
| Joueur                 | Nationalité | Poste | PJ | B | A | Pts | Pun |
| ---------------------- | ----------- | ----- | -- | - | - | --- | --- |
| #12 Shawn Matthias     | Canada      | C     | 4  | 4 | 1 | 5   | 2   |
| #7 Cory Tanaka         | Canada      | C     | 4  | 4 | 1 | 5   | 2   |
| #16 Adam Perry         | Canada      | AG    | 4  | 0 | 5 | 5   | 6   |
| #6 Pernell-Karl Subban | Canada      | D     | 4  | 1 | 3 | 4   | 6   |
| #5 Nigel Williams      | États-Unis  | D     | 4  | 1 | 2 | 3   | 8   |
| #17 Matt Beleskey      | Canada      | AG    | 4  | 0 | 3 | 3   | 2   |
| #9 Shawn Lalonde       | Canada      | D     | 4  | 0 | 3 | 3   | 10  |
| #19 Keaton Turkiewicz  | Canada      | AD    | 4  | 2 | 0 | 2   | 0   |
| #23 Bryan Cameron      | Canada      | AD    | 4  | 1 | 1 | 2   | 4   |
| #13 Jan Muršak         | Slovénie    | C     | 4  | 1 | 0 | 1   | 0   |
| #4 Geoff Killing       | Canada      | D     | 4  | 0 | 1 | 1   | 2   |
| #26 Andrew Self        | Canada      | AG    | 4  | 0 | 1 | 1   | 2   |
| #8 Marc Cantin         | Canada      | D     | 1  | 0 | 0 | 0   | 0   |
| #11 Tyler Randell      | Canada      | AD    | 1  | 0 | 0 | 0   | 0   |
| #28 Stephen Blunden    | Canada      | AG    | 2  | 0 | 0 | 0   | 0   |
| #18 Michael Neal       | Canada      | AG    | 2  | 0 | 0 | 0   | 0   |
| #25 Eric Tangradi      | États-Unis  | AG    | 3  | 0 | 0 | 0   | 6   |
| #10 Stephen Johnston   | Canada      | C     | 4  | 0 | 0 | 0   | 0   |
| #2 Chris Mifflen       | Canada      | D     | 4  | 0 | 0 | 0   | 0   |
| #32 Mike Murphy        | Canada      | G     | 4  | 0 | 0 | 0   | 2   |
| #24 Nick Pageau        | Canada      | D     | 4  | 0 | 0 | 0   | 0   |
| #27 Matthew Tipoff     | Canada      | AG    | 4  | 0 | 0 | 0   | 0   |

| Joueur          | Nationalité | PJ | Bl | V | D | DP | Moy. |
| --------------- | ----------- | -- | -- | - | - | -- | ---- |
| #32 Mike Murphy | Canada      | 4  | 0  | 2 | 1 | 1  | 4.73 |

Gardiens de buts auxiliaires : #31 Parker van Burskirk ( Canada), #35 Brett van Pelt ( Canada)

Entraîneur-chef : George Burnett

### Olympiques de Gatineau
| Joueur                      | Nationalité        | Poste | PJ | B | A | Pts | Pun |
| --------------------------- | ------------------ | ----- | -- | - | - | --- | --- |
| #17 Michael Stinziani       | Canada             | AD    | 3  | 2 | 3 | 5   | 0   |
| #24 Darryl Smith            | Canada             | C     | 3  | 1 | 3 | 4   | 4   |
| #21 Alexandre Quesnel       | Canada             | AG    | 3  | 2 | 0 | 2   | 2   |
| #20 Paul Byron              | Canada             | C     | 3  | 1 | 1 | 2   | 0   |
| #28 Claude Giroux           | Canada             | AD    | 3  | 1 | 1 | 2   | 2   |
| #44 Takuma Kawai            | Japon              | AG    | 3  | 0 | 2 | 2   | 0   |
| #18 Alexandre Touchette     | Canada             | C     | 3  | 0 | 2 | 2   | 4   |
| #7 Hugo Laporte             | Canada             | D     | 3  | 1 | 0 | 1   | 4   |
| #19 Nicholas Vallière-Mayer | Canada             | AD    | 3  | 1 | 0 | 1   | 2   |
| #11 Jean-Philip Chabot      | Canada             | C     | 3  | 0 | 1 | 1   | 2   |
| #2 Maxime Mallette          | Canada             | D     | 3  | 0 | 1 | 1   | 0   |
| #55 Joey Ryan               | États-Unis         | D     | 3  | 0 | 1 | 1   | 11  |
| #27 Travis Stacey           | Canada             | AG    | 1  | 0 | 0 | 0   | 0   |
| #14 Hubert Labrie           | Canada             | D     | 2  | 0 | 0 | 0   | 6   |
| #25 Nicolas Boyer           | Canada             | C     | 3  | 0 | 0 | 0   | 2   |
| #6 Steven Delisle           | Canada             | D     | 3  | 0 | 0 | 0   | 4   |
| #23 Gerrit Fauser           | Allemagne          | AG    | 3  | 0 | 0 | 0   | 0   |
| #30 Ryan Mior               | Canada             | G     | 3  | 0 | 0 | 0   | 0   |
| #26 Matthew Pistilli        | Canada             | AD    | 3  | 0 | 0 | 0   | 2   |
| #9 Patrik Prokop            | République tchèque | D     | 3  | 0 | 0 | 0   | 0   |

| Joueur        | Nationalité | PJ | Bl | V | D | DP | Moy. |
| ------------- | ----------- | -- | -- | - | - | -- | ---- |
| #30 Ryan Mior | Canada      | 3  | 0  | 0 | 2 | 1  | 4.49 |

Gardien de buts auxiliaire : #35 Maxime Clermont ( Canada)

Entraîneur-chef : Benoît Groulx

### Rangers de Kitchener
| Joueur                | Nationalité | Poste | PJ | B | A | Pts | Pun |
| --------------------- | ----------- | ----- | -- | - | - | --- | --- |
| #15 Justin Azevedo    | Canada      | C     | 5  | 4 | 7 | 11  | 2   |
| #18 Matt Halischuk    | Canada      | AD    | 5  | 5 | 4 | 9   | 0   |
| #11 Nick Spaling      | Canada      | AG    | 5  | 2 | 6 | 8   | 2   |
| #89 Mikkel Bødker     | Danemark    | AD    | 5  | 2 | 4 | 6   | 0   |
| #19 Nazem Kadri       | Canada      | C     | 5  | 1 | 3 | 4   | 0   |
| #7 Ben Shutron        | Canada      | D     | 5  | 0 | 4 | 4   | 2   |
| #12 Scott Tregunna    | Canada      | AG    | 5  | 2 | 0 | 2   | 0   |
| #25 Jason Akeson      | Canada      | AD    | 5  | 1 | 1 | 2   | 0   |
| #4 Alex Dzielski      | États-Unis  | D     | 5  | 0 | 2 | 2   | 0   |
| #5 Yannick Weber      | Suisse      | D     | 4  | 1 | 0 | 1   | 8   |
| #14 Mike Duco         | Canada      | AG    | 5  | 1 | 0 | 1   | 4   |
| #23 Brandon Mashinter | Canada      | AG    | 5  | 1 | 0 | 1   | 7   |
| #8 Dan Kelly          | États-Unis  | D     | 5  | 0 | 1 | 1   | 6   |
| #17 Mike Mascioli     | Canada      | AD    | 5  | 0 | 1 | 1   | 4   |
| #13 Scott Timmins     | Canada      | C     | 5  | 0 | 1 | 1   | 0   |
| #9 Myles Barbieri     | Canada      | D     | 1  | 0 | 0 | 0   | 0   |
| #21 Robert Bortuzzo   | Canada      | D     | 2  | 0 | 0 | 0   | 0   |
| #26 T.J. Battani      | États-Unis  | AD    | 3  | 0 | 0 | 0   | 2   |
| #24 Spencer Anderson  | Canada      | AG    | 5  | 0 | 0 | 0   | 2   |
| #20 Matt Pepe         | Canada      | D     | 5  | 0 | 0 | 0   | 6   |
| #30 Josh Unice        | États-Unis  | G     | 5  | 0 | 0 | 0   | 0   |

| Joueur         | Nationalité | PJ | Bl | V | D | DP | Moy. |
| -------------- | ----------- | -- | -- | - | - | -- | ---- |
| #30 Josh Unice | États-Unis  | 5  | 1  | 2 | 2 | 1  | 2.66 |

Gardiens de buts auxiliaires : #31 Matt Smith ( Canada), #35 Steve Mason ( Canada)

Entraîneur-chef : Peter DeBoer

### Chiefs de Spokane
| Joueur               | Nationalité        | Poste | PJ | B | A | Pts | Pun |
| -------------------- | ------------------ | ----- | -- | - | - | --- | --- |
| #27 Drayson Bowman   | États-Unis         | AG    | 4  | 6 | 2 | 8   | 0   |
| #14 Mitch Wahl       | États-Unis         | C     | 4  | 2 | 4 | 6   | 2   |
| #12 Chris Bruton     | Canada             | C     | 4  | 0 | 6 | 6   | 0   |
| #25 Levko Koper      | Canada             | AG    | 4  | 2 | 0 | 2   | 2   |
| #2 Jared Cowen       | Canada             | D     | 4  | 1 | 1 | 2   | 2   |
| #15 Justin Falk      | Canada             | D     | 4  | 1 | 1 | 2   | 4   |
| #3 Trevor Glass      | Canada             | D     | 4  | 1 | 1 | 2   | 6   |
| #21 Ondrej Roman     | République tchèque | AG    | 4  | 0 | 2 | 2   | 2   |
| #23 Judd Blackwater  | Canada             | AG    | 4  | 1 | 0 | 1   | 0   |
| #17 Justin McCrae    | Canada             | AD    | 4  | 0 | 1 | 1   | 0   |
| #18 Jared Spurgeon   | Canada             | D     | 4  | 0 | 1 | 1   | 0   |
| #26 Seth Compton     | États-Unis         | C     | 4  | 0 | 0 | 0   | 0   |
| #9 Tyler Johnson     | États-Unis         | C     | 4  | 0 | 0 | 0   | 2   |
| #24 Curtis Kelner    | États-Unis         | D     | 4  | 0 | 0 | 0   | 0   |
| #7 Ryan Letts        | États-Unis         | AD    | 4  | 0 | 0 | 0   | 0   |
| #4 Mike Reddington   | Canada             | D     | 4  | 0 | 0 | 0   | 2   |
| #20 David Rutherford | Canada             | C     | 4  | 0 | 0 | 0   | 2   |
| #34 Dustin Tokarski  | Canada             | G     | 4  | 0 | 0 | 0   | 0   |
| #22 Stefan Ulmer     | Autriche           | D     | 4  | 0 | 0 | 0   | 6   |

| Joueur              | Nationalité | PJ | Bl | V | D | DP | Moy. |
| ------------------- | ----------- | -- | -- | - | - | -- | ---- |
| #34 Dustin Tokarski | Canada      | 4  | 0  | 4 | 0 | 0  | 1.72 |

Gardien de buts auxiliaire : #31 Kevin Armstrong ( Canada)

Entraîneur-chef : Bill Peters

## Résultats

### Résultats du tournoi à la ronde
Voici les résultats du tournoi à la ronde pour l'édition 2008 :

### Ronde finale
Demi-finale
| 23 mai 2008 | Rangers de Kitchener | 9-0 (4-0, 3-0, 2-0) | Bulls de Belleville | Kitchener Memorial Auditorium |

| Feuille de match | Feuille de match | Feuille de match | Feuille de match | Feuille de match |
| ---------------- | --- | ---------------- | ---------------- | ---------------- |
|                  | 46 s, N. Kadri (M. Bødker) 8 min 46 s, M. Halischuk (J. Azevedo, N. Spaling) 13 min 28 s, J. Azevedo (N. Kadri, A. Dzielski) 15 min 17 s, N. Spaling (M. Halischuk, D. Kelly) 26 min 57 s, J. Azevedo (M. Halischuk, N. Spaling) 34 min 04 s, M. Duco (N. Kadri, M. Bødker) 35 min 45 s, J. Azevedo (M. Halischuk, N. Spaling) 46 min 31 s, M. Halischuk (J. Azevedo, N. Spaling) 59 min 43 s, S. Tregunna (B. Shutron, J. Akeson) |                  |                  |                  |
|                  | |                  |                  |                  |
|                  | |                  |                  |                  |
|                  | |                  |                  |                  |

Finale
| 23 mai 2008 | Rangers de Kitchener | 1-4 (1-1, 0-2, 0-1) | Chiefs de Spokane | Kitchener Memorial Auditorium |

| Feuille de match | Feuille de match                                   | Feuille de match | Feuille de match | Feuille de match |
| ---------------- | -------------------------------------------------- | ---------------- | --- | ---------------- |
|                  | 5 min 01 s, B. Mashinter (M. Mascioli, S. Timmins) |                  | 16 min 10 s, J. Blackwater (O. Roman, J. Falk) 24 min 11 s, D. Bowman (C. Bruton) 25 min 12 s, T. Glass (C. Bruton) 59 min 04 s, J. Cowen |                  |
|                  |                                                    |                  | |                  |
|                  |                                                    |                  | |                  |
|                  |                                                    |                  | |                  |

## Honneurs individuels
- Trophée Stafford-Smythe (meilleur joueur) : Dustin Tokarski (Chiefs de Spokane)
- Trophée George-Parsons (meilleur esprit sportif) : Matt Halischuk (Rangers de Kitchener)
- Trophée Hap-Emms (meilleur gardien) : Dustin Tokarski (Chiefs de Spokane)
- Trophée Ed-Chynoweth (meilleur buteur) : Justin Azevedo (Rangers de Kitchener)

Meilleure équipe
- Gardien : Dustin Tokarski (Chiefs de Spokane)
- Défense : Justin Falk (Chiefs de Spokane) ; Ben Shutron (Rangers de Kitchener)
- Attaquants : Justin Azevedo (Rangers de Kitchener) ; Drayson Bowman (Chiefs de Spokane) ; Mitch Wahl (Chiefs de Spokane)